# Liste des monuments historiques de Fontenay-le-Comte
Ce tableau présente la liste de tous les monuments historiques classés ou inscrits dans la ville de Fontenay-le-Comte, dans le département de la Vendée, en France.

## Liste
| Monument                        | Adresse                                             | Coordonnées                        | Notice         | Protection     | Date      | Illustration                    |
| ------------------------------- | --------------------------------------------------- | ---------------------------------- | -------------- | -------------- | --------- | ------------------------------- |
| Caserne Belliard                | 19 Rue Kléber                                       | 46° 27′ 48″ nord, 0° 48′ 01″ ouest | « PA00110112 » | Inscrit        | 1929 2012 | Caserne Belliard                |
| Château de Terre-Neuve          |                                                     | 46° 27′ 46″ nord, 0° 48′ 53″ ouest | « PA00110097 » | Classé Inscrit | 1978      | Château de Terre-Neuve          |
| Couvent des Tiercelettes        | 40 Rue Rabelais                                     | 46° 27′ 54″ nord, 0° 48′ 37″ ouest | « PA00110098 » | Inscrit        | 1988      | Couvent des Tiercelettes        |
| Église Notre-Dame               | Rue Gaston-Guillemet Rue Notre-Dame Rue René-Moreau | 46° 28′ 02″ nord, 0° 48′ 26″ ouest | « PA00110100 » | Classé         | 1862      | Église Notre-Dame               |
| Église Saint-Jean               | 1 Rue Saint-Jean                                    | 46° 27′ 58″ nord, 0° 47′ 55″ ouest | « PA00110101 » | Classé         | 1906      | Église Saint-Jean               |
| Fontaine des Quatre Tias        | 4 Rue Goupilleau                                    | 46° 28′ 05″ nord, 0° 48′ 17″ ouest | « PA00110099 » | Inscrit        | 1926      | Fontaine des Quatre Tias        |
| Hôtel dit Château-Gaillard      | 6 rue Pont-aux-Chèvres                              | 46° 28′ 01″ nord, 0° 48′ 25″ ouest | « PA85000035 » | Inscrit        | 2009      | Hôtel dit Château-Gaillard      |
| Hôtel des évêques de Maillezais | 9 rue du Pont-aux-Chèvres                           | 46° 28′ 02″ nord, 0° 48′ 22″ ouest | « PA00110103 » | Inscrit        | 1988      | Hôtel des évêques de Maillezais |
| Hôtel Lespinay-de-Beaumont      | 1 impasse de Mouillebert                            | 46° 28′ 06″ nord, 0° 48′ 24″ ouest | « PA00110104 » | Inscrit        | 1977      | Hôtel Lespinay-de-Beaumont      |
| Hôtel de la Pérate              | 30 rue Gaston-Guillemet                             | 46° 28′ 04″ nord, 0° 48′ 24″ ouest | « PA00110109 » | Inscrit        | 1944      | Hôtel de la Pérate              |
| Hôtel Pervinquière              | 45, 47, 47bis rue de la République                  | 46° 27′ 54″ nord, 0° 48′ 08″ ouest | « PA00110111 » | Inscrit        | 1987      | Hôtel Pervinquière              |
| Hôtel de la Sénéchaussée        | 2 rue du Château                                    | 46° 28′ 04″ nord, 0° 48′ 16″ ouest | « PA00110102 » | Inscrit        | 1988      | Hôtel de la Sénéchaussée        |
| Immeuble                        | 14 place Belliard                                   | 46° 28′ 02″ nord, 0° 48′ 19″ ouest | « PA00110105 » | Inscrit        | 1942      | Immeuble                        |
| Immeuble                        | 16 place Belliard                                   | 46° 28′ 02″ nord, 0° 48′ 19″ ouest | « PA00110106 » | Inscrit        | 1942      | Immeuble                        |
| Immeuble                        | 18 place Belliard                                   | 46° 28′ 02″ nord, 0° 48′ 20″ ouest | « PA00110107 » | Inscrit        | 1942      | Immeuble                        |
| Immeuble                        | 24 place Belliard                                   | 46° 28′ 02″ nord, 0° 48′ 20″ ouest | « PA00110108 » | Classé         | 1942      | Immeuble                        |
| Immeuble                        | 94 rue des Loges                                    | 46° 27′ 59″ nord, 0° 48′ 02″ ouest | « PA00110110 » | Inscrit        | 1944      | Immeuble                        |
| Maison à arcades                | 20 place Belliard                                   | 46° 28′ 02″ nord, 0° 48′ 20″ ouest | « PA00110114 » | Inscrit        | 1942      | Maison à arcades                |
| Maison à arcades                | 22 place Belliard                                   | 46° 28′ 02″ nord, 0° 48′ 20″ ouest | « PA00110115 » | Inscrit        | 1942      | Maison à arcades                |
| Maison Billaud                  | 2 rue Gaston-Guillemet 4 rue de la Harpe            | 46° 28′ 03″ nord, 0° 48′ 19″ ouest | « PA00110117 » | Classé Inscrit | 1983      | Maison Billaud                  |
| Maison Louis XV                 | 26 rue des Loges                                    | 46° 28′ 01″ nord, 0° 48′ 11″ ouest | « PA00110118 » | Classé         | 1931      | Maison Louis XV                 |
| Maison Millepertuis             | 85 rue des Loges                                    | 46° 28′ 00″ nord, 0° 48′ 04″ ouest | « PA00110119 » | Classé Inscrit | 1947 1999 | Maison Millepertuis             |
| Prieuré Notre-Dame              | Près de l'église Notre-Dame                         | 46° 28′ 01″ nord, 0° 48′ 26″ ouest | « PA00110116 » | Inscrit Classé | 1927 1947 | Prieuré Notre-Dame              |
| Tour Rivalland                  | 40 Rue Nicolas-Rapin                                | 46° 27′ 54″ nord, 0° 48′ 42″ ouest | « PA00110113 » | Inscrit        | 1984      | Tour Rivalland                  |

## Anciens monuments historiques
| Monument           | Adresse                                | Coordonnées                        | Notice         | Protection    | Date      | Illustration       |
| ------------------ | -------------------------------------- | ---------------------------------- | -------------- | ------------- | --------- | ------------------ |
| Moulin de La Roche | La Roche Impasse du Moulin-de-la-Roche | 46° 28′ 25″ nord, 0° 47′ 23″ ouest | « PA85000019 » | Inscrit Radié | 2003 2011 | Moulin de La Roche |